# Przemysław Tytoń
Przemysław Tytoń (uitspraak: [pʂɛˈmɨswaf ˈtɨtɔɲ], ong. psjemiswaf titonj) (Zamość, 4 januari 1987) is een Pools doelman in het betaald voetbal. Tytoń debuteerde in 2010 in het Pools voetbalelftal. In de zomer van 2022 stapte hij transfervrij over van Ajax naar FC Twente.

## Clubcarrière
Tytoń groeide op in een Polen dat toen nog onder communistisch bewind stond. Als kind was hij naast voetballer ook een fanatiek danser. Samen met zijn zus danste hij onder meer samba, rumba en chachacha. Ze werden samen Pools nationaal kampioen tot elf en tot twaalf jaar. Op zijn veertiende stopt hij met dansen omdat hij een keuze moest maken tussen dans en voetbal.
Tytońs voetbalcarrière begon bij Hetman Zamość. Daarna werd hij vastgelegd door Górnik Łęczna, waar hij in twee seizoenen twintig keer onder de lat stond. Hij kwam in die tijd meermaals voor het Poolse nationale jeugdelftal uit. In de zomer van 2007 mocht Tytoń transfervrij vertrekken bij Górnik Łęczna, waar een omkoopschandaal plaatsvond.

### Roda JC
Op aanraden van zijn zaakwaarnemer tekende Tytoń in 2007 bij Roda JC. Hij debuteerde op 29 maart 2008 in de hoofdmacht van Roda, in een wedstrijd tegen Heracles Almelo. Toenmalig eerste doelman Bram Castro had griep en kon daarom niet spelen. In zijn eerste wedstrijd hield Tytoń de nul. In de zomer van 2008 werd duidelijk dat hij samen met Castro moest strijden voor de positie van eerste doelman. Na een door een fout van Castro met 0-1 verloren wedstrijd tegen PSV op 19 januari 2010, maakte trainer Harm van Veldhoven Tytoń zijn eerste doelman. In augustus 2010 verlengde hij zijn contract tot aan de zomer van 2013.

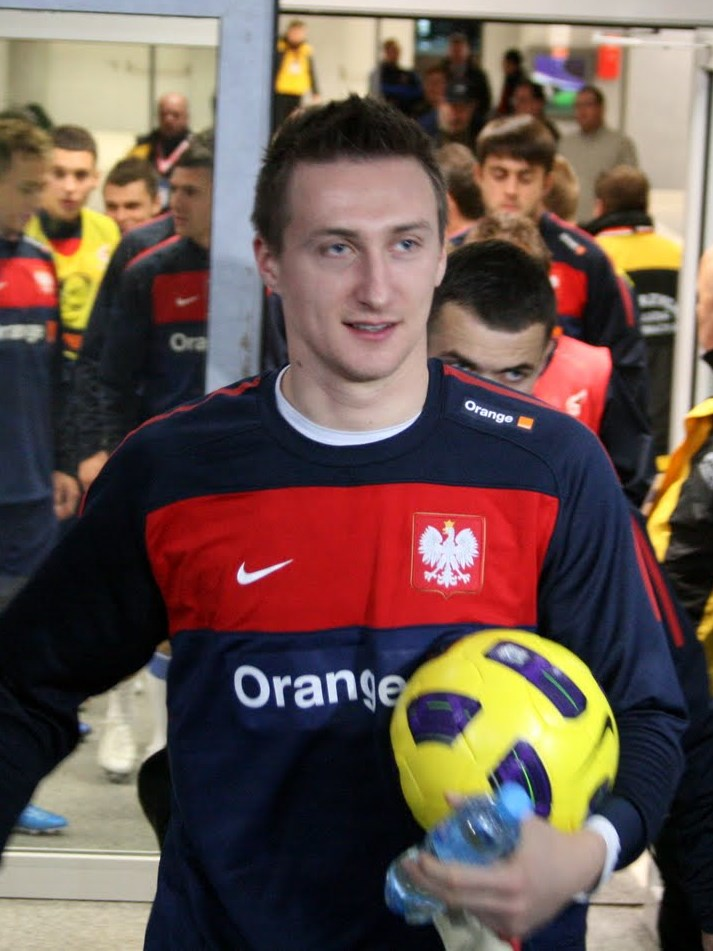
Tytoń namens Polen in 2010

### PSV
Tytoń speelde in het eredivisieseizoen 2011/12 de eerste twee speelrondes nog voor Roda JC. In de week voorafgaand aan speelronde drie nam PSV hem per direct over. De Eindhovense club huurde hem in eerste instantie voor één jaar met een optie om Tytoń daarna definitief voor nog vier seizoenen vast te leggen. Aanvankelijk begon hij als wisselspeler bij PSV, maar op 11 september 2011 nam hij de plaats in het doel over van Andreas Isaksson. Tijdens zijn derde wedstrijd voor PSV, tegen Ajax op 18 september 2011, kwam Tyton hard in botsing met zijn eigen verdediger Timothy Derijck waarbij hij met een zware hersenschudding van het veld werd vervoerd. Op 15 december maakte hij zijn rentree, in de Europa League-wedstrijd tegen Rapid Boekarest.
In het seizoen 2012/13 begon Tytoń, na het vertrek van Isaksson, als eerste keeper van PSV en kreeg hij concurrentie van Boy Waterman. Op 20 september, voorafgaand aan de Europa League wedstrijd tegen Dnjepr Dnjepropetrovsk, maakte trainer Dick Advocaat echter bekend dat Waterman voorlopig de voorkeur zou krijgen boven Tytoń. In de winterstop probeerde hij van club te wisselen, maar slaagde hier echter niet in. Aan het eind van het seizoen werd het contract van Waterman echter niet verlengd, maar werd Jeroen Zoet teruggehaald naar Eindhoven, nadat hij twee jaar verhuurd was aan RKC Waalwijk.

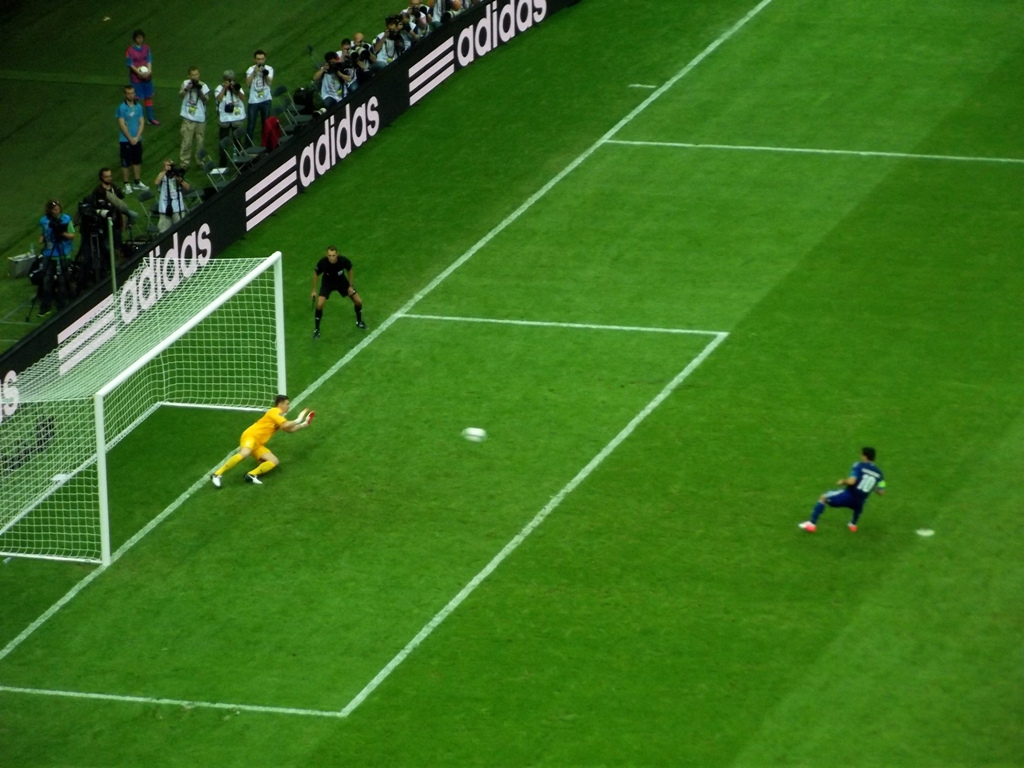
Tytoń namens Polen op het EK 2012

In de voorbereiding op het seizoen van 2013/14 verloor Tytoń de concurrentiestrijd met Zoet en moest hij opnieuw genoegen nemen met een plaats op de bank. Toen Zoet echter eind september geblesseerd raakte, kreeg Tytoń zijn basisplaats in het elftal terug. Op 27 oktober sloeg het noodlot echter toe, toen Tytoń aan het einde van een wedstrijd tegen Roda JC na een redding met zijn hoofd tegen de metalen zijligger van het doel sloeg. Hij was enige tijd buiten bewustzijn en werd uiteindelijk per ambulance van het veld gehaald. Na onderzoeken bleek dat hij een lichte hersenschudding en een kneuzing had opgelopen. Nadat Zoet terugkeerde van zijn blessure, werd hij weer eerste keeper en kwam Tytoń wederom op de bank te zitten. Hierop stuurde hij aan op een vertrek.

### Elche CF
In juli 2014 kwamen PSV en het Elche CF, dat uitkwam in de Primera División, tot overeenstemming over een tijdelijk overgang van Tytoń. Daarnaast kreeg de Spaanse club ook een optie tot koop op de doelman. Bij Elche raakte hij korte tijd na zijn komst, zijn basisplaats kwijt, nadat hij in de eerste vier wedstrijden acht doelpunten moest incasseren. Hij heroverde zijn basisplaats echter terug. De club vocht gedurende het seizoen tegen degradatie, maar wist zich in de slotfase te handhaven in de Primera División. Enkele dagen na het lijfsbehoud werd Elche CF, vanwege financiële malversaties, alsnog een divisie teruggezet. Tytoń kwam bij Elche tot 35 wedstrijden. Na afloop van de huurperiode besloot Elche de optie tot koop niet te lichten, waardoor Tytoń weer zou terugkeren naar PSV.

### VfB Stuttgart

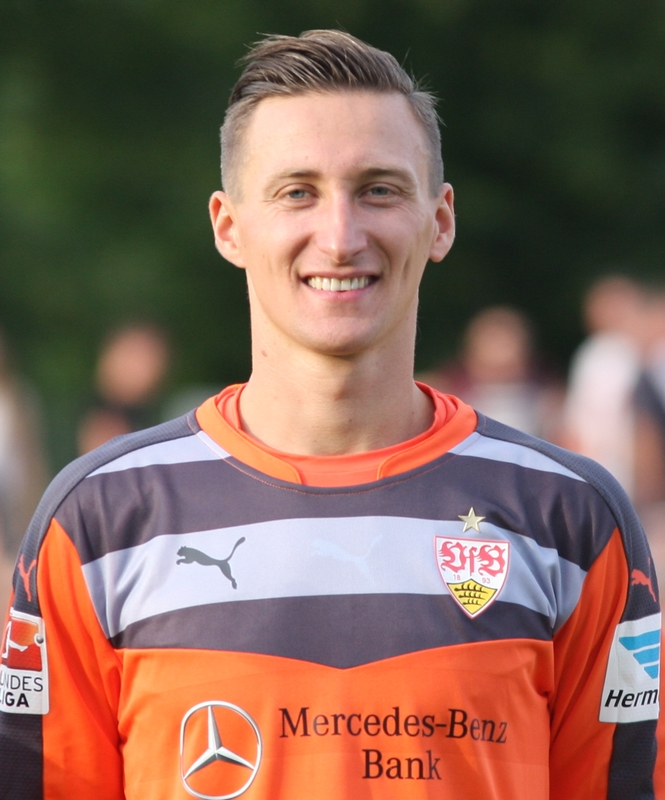
Tytoń namens VfB Stuttgart (2015)

PSV verkocht Tytoń in juni 2015 aan VfB Stuttgart, de nummer veertien van de Bundesliga in het voorgaande seizoen. Hier tekende hij een contract tot medio 2017. Stuttgart betaalde circa €1 miljoen voor Tyton. Hij speelde dat jaar dertig competitiewedstrijden, waarna hij met de club op de zeventiende plaats eindigde. Hiermee degradeerde Stuttgart voor het eerst in 39 jaar uit de Bundesliga.

### Deportivo La Coruña
Tytoń tekende in juni 2016 een contract tot medio 2019 bij Deportivo La Coruña, de nummer vijftien van de Primera División in het voorgaande seizoen. Op 31 augustus 2018 werd zijn contract ontbonden.

### Ajax
Tytoń tekende in maart 2022 een contract tot het einde van het seizoen bij Ajax. Tot een debuut voor de Amsterdamse club kwam het echter niet.

### FC Twente
Op 23 mei 2022 werd bekend dat Tyton met ingang van seizoen 2022/23 een contract heeft ondertekend bij FC Twente voor twee seizoenen met de optie voor nog een jaar. Daar is hij samen met Issam El Maach reservedoelman achter Lars Unnerstall. In mei 2025 werd zijn aflopende contract verlengt tot medio 2026.

## Clubstatistieken
| Seizoen         | Club                | Competitie       | Competitie | Competitie | Beker | Beker | Overig | Overig | Totaal | Totaal |
| Seizoen         | Club                | Competitie       | Wed.       | Dlp.       | Wed.  | Dlp.  | Wed.   | Dlp.   | Wed.   | Dlp.   |
| --------------- | ------------------- | ---------------- | ---------- | ---------- | ----- | ----- | ------ | ------ | ------ | ------ |
| 2005/06         | Górnik Łęczna       | Ekstraklasa      | 5          | 0          | 0     | 0     | 0      | 0      | 5      | 0      |
| 2006/07         | Górnik Łęczna       | Ekstraklasa      | 15         | 0          | 0     | 0     | 0      | 0      | 15     | 0      |
| 2007/08         | Roda JC             | Eredivisie       | 1          | 0          | 0     | 0     | 0      | 0      | 1      | 0      |
| 2008/09         | Roda JC             | Eredivisie       | 0          | 0          | 0     | 0     | 0      | 0      | 0      | 0      |
| 2009/10         | Roda JC             | Eredivisie       | 20         | 0          | 0     | 0     | 0      | 0      | 20     | 0      |
| 2010/11         | Roda JC             | Eredivisie       | 27         | 0          | 3     | 0     | 0      | 0      | 30     | 0      |
| 2011/12         | Roda JC             | Eredivisie       | 2          | 0          | 0     | 0     | 0      | 0      | 2      | 0      |
| 2011/12         | PSV                 | Eredivisie       | 12         | 0          | 3     | 0     | 0      | 0      | 18     | 0      |
| 2012/13         | PSV                 | Eredivisie       | 6          | 0          | 1     | 0     | 1      | 0      | 10     | 0      |
| 2013/14         | PSV                 | Eredivisie       | 6          | 0          | 1     | 0     | 0      | 0      | 10     | 0      |
| 2013/14         | Jong PSV            | Eerste divisie   | 7          | 0          | 0     | 0     | 0      | 0      | 7      | 0      |
| 2014/15         | → Elche CF          | Primera División | 32         | 0          | 3     | 0     | 0      | 0      | 35     | 0      |
| 2015/16         | VfB Stuttgart       | Bundesliga       | 30         | 0          | 3     | 0     | 0      | 0      | 33     | 0      |
| 2016/17         | Deportivo La Coruña | Primera División | 13         | 0          | 0     | 0     | 0      | 0      | 13     | 0      |
| 2017/18         | Deportivo La Coruña | Primera División | 2          | 0          | 1     | 0     | 0      | 0      | 3      | 0      |
| 2019            | FC Cincinnati       | MLS              | 15         | 0          | 2     | 0     | 0      | 0      | 17     | 0      |
| 2020            | FC Cincinnati       | MLS              | 9          | 0          | 0     | 0     | 4      | 0      | 13     | 0      |
| 2021            | FC Cincinnati       | MLS              | 15         | 0          | 0     | 0     | 0      | 0      | 15     | 0      |
| 2021/22         | Ajax                | Eredivisie       | 0          | 0          | 0     | 0     | 0      | 0      | 0      | 0      |
| 2022/23         | FC Twente           | Eredivisie       | 1          | 0          | 0     | 0     | 0      | 0      | 1      | 0      |
| 2023/24         | FC Twente           | Eredivisie       | 2          | 0          | 0     | 0     | 0      | 0      | 2      | 0      |
| 2024/25         | FC Twente           | Eredivisie       | 3          | 0          | 0     | 0     | 3      | 0      | 6      | 0      |
| Carrière totaal | Carrière totaal     | Carrière totaal  | 223        | 0          | 17    | 0     | 16     | 0      | 256    | 0      |

## Interlandcarrière
Tytoń debuteerde op 29 mei 2010 in het Pools voetbalelftal, in een oefeninterland tegen Finland. Hij was op het EK 2012 reservedoelman achter Wojciech Szczęsny. In de 70e minuut van het openingsduel tegen Griekenland kreeg Szczęsny rood en viel Tytoń in. Het stond op dat moment 1-1. De eerste actie die hij verrichtte was het stoppen van een penalty. Mede hierdoor speelde Polen met 1-1 gelijk. In het tweede duel, tegen Rusland, begon hij door de schorsing van Szczęsny in de basis. Deze wedstrijd eindigde eveneens in 1-1. Ondanks dat Szczęsny terug was van een schorsing stond Tytoń het derde duel in de basis. Door een 1-0 nederlaag werd Polen uitgeschakeld.
| Interlands van Przemysław Tytoń voor Polen | Interlands van Przemysław Tytoń voor Polen | Interlands van Przemysław Tytoń voor Polen | Interlands van Przemysław Tytoń voor Polen | Interlands van Przemysław Tytoń voor Polen | Interlands van Przemysław Tytoń voor Polen |
| №                                          | Datum                                      | Wedstrijd                                  | Uitslag                                    | Competitie                                 | Goals                                      |
| Als speler van Roda JC                     | Als speler van Roda JC                     | Als speler van Roda JC                     | Als speler van Roda JC                     | Als speler van Roda JC                     | Als speler van Roda JC                     |
| ------------------------------------------ | ------------------------------------------ | ------------------------------------------ | ------------------------------------------ | ------------------------------------------ | ------------------------------------------ |
| 1                                          | 29 mei 2010                                | Polen – Finland                            | 0 – 0                                      | Vriendschappelijk                          | 0                                          |
| 2                                          | 11 augustus 2010                           | Polen – Kameroen                           | 0 – 3                                      | Vriendschappelijk                          | 0                                          |
| 3                                          | 7 september 2010                           | Polen – Oostenrijk                         | 1 – 2                                      | Vriendschappelijk                          | 0                                          |
| 4                                          | 12 oktober 2010                            | Ecuador – Polen                            | 2 – 2                                      | Vriendschappelijk                          | 0                                          |
| Als speler van PSV Eindhoven               |                                            |                                            |                                            |                                            |                                            |
| 5                                          | 2 september 2011                           | Polen – Mexico                             | 1 – 1                                      | Vriendschappelijk                          | 0                                          |
| 6                                          | 8 juni 2012                                | Polen – Griekenland                        | 1 – 1                                      | EK-eindronde                               | 0                                          |
| 7                                          | 12 juni 2012                               | Polen – Rusland                            | 1 – 1                                      | EK-eindronde                               | 0                                          |
| 8                                          | 16 juni 2012                               | Polen – Tsjechië                           | 0 – 1                                      | EK-eindronde                               | 0                                          |
| 9                                          | 7 september 2012                           | Montenegro – Polen                         | 2 – 2                                      | Vriendschappelijk                          | 0                                          |
| 10                                         | 11 september 2012                          | Polen – Moldavië                           | 2 – 0                                      | WK-kwalificatie                            | 0                                          |
| 11                                         | 12 oktober 2012                            | Polen – Zuid-Afrika                        | 1 – 0                                      | Vriendschappelijk                          | 0                                          |
| 12                                         | 17 oktober 2012                            | Polen – Engeland                           | 1 – 1                                      | WK-kwalificatie                            | 0                                          |
| 13                                         | 14 november 2012                           | Polen – Uruguay                            | 1 – 3                                      | Vriendschappelijk                          | 0                                          |
| Als speler van VfB Stuttgart               |                                            |                                            |                                            |                                            |                                            |
| 14                                         | 26 maart 2016                              | Polen – Finland                            | 5 – 0                                      | Vriendschappelijk                          | 0                                          |

## Erelijst
| Competitie           |        |         |     |     |
| Competitie           | Aantal | Jaren   |     |     |
| PSV                  | PSV    | PSV     | PSV | PSV |
| -------------------- | ------ | ------- | --- | --- |
| KNVB beker           | 1x     | 2011/12 |     |     |
| Johan Cruijff Schaal | 1x     | 2012    |     |     |
| Ajax                 |        |         |     |     |
| Eredivisie           | 1x     | 2021/22 |     |     |

## Privé
Tytoń is vader van een dochter.